# Альтен, Жан
Жан-Батист Йоаннис Альтен, или Жан Альтен (фр. Jean Althen, имя при рожд. Ованес Альтунян; 1709—1774) — армянский агроном из Ирана, ввёл промышленное выращивание марены (Rubia peregrina L., runas) во Франции.
Признавая его значительное сельскохозяйственное наследие, жители Авиньона воздвигли в его честь статую в 1846 году.

## Биография

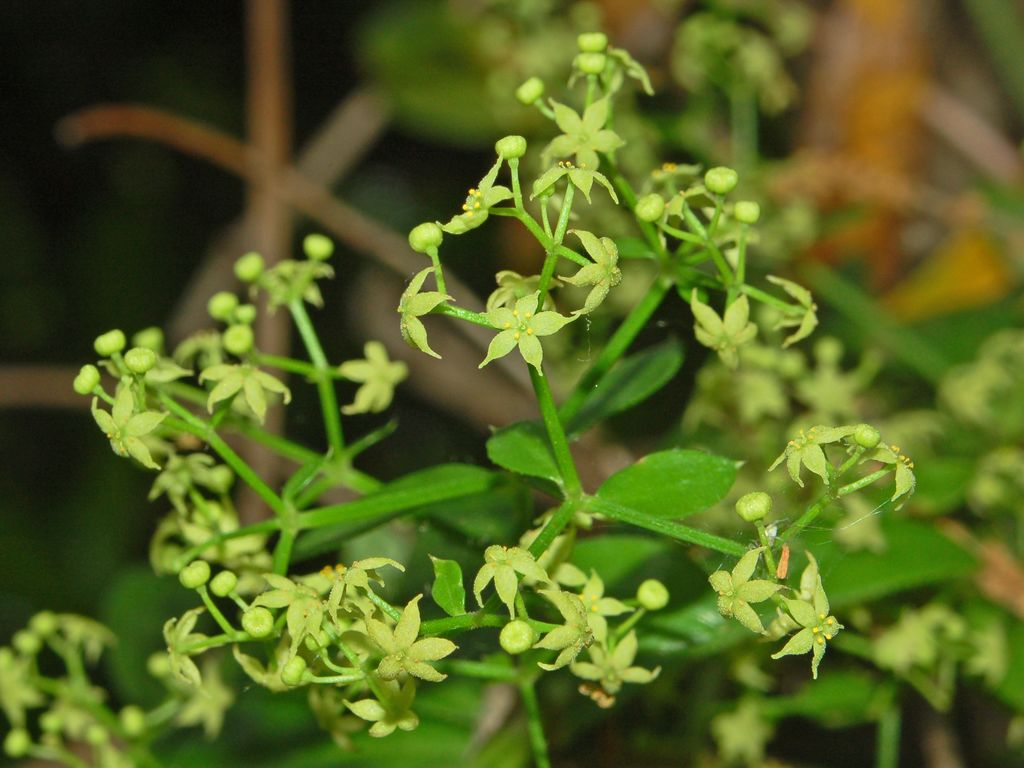
Марена восточная, используемая для производства красителей

Примерно в 1736 году он бежал во Францию, где Людовик XV принял его в Версале и разрешил начать работу по выращиванию хлопка при поддержке государства. Когда его попытки выращивать хлопок на юге Франции оказались безуспешными, он начал выращивать восточную марену. Это оказалось настолько успешным, что марена вскоре стала основной культурой региона.